# José António Rocha Garrido
José António Rocha Garrido (Luanda, Angola portuguesa, 11 de julio de 1960- 9 de noviembre de 2024) fue un futbolista y entrenador de fútbol portugués nacido en Angola que jugó en la posición de defensa central.

## Carrera

### Club
| Periodo   | Club                 |
| --------- | -------------------- |
| 1978-1982 | Desportivo de Monção |
| 1982-1986 | Gil Vicente FC       |
| 1986-1988 | GD Chaves            |
| 1988–1989 | SL Benfica           |
| 1989-1993 | Boavista FC          |
| 1993-1994 | FC Famalicão         |
| 1994-1996 | CD Aves              |

### Selección nacional
Jugó para Portugal sub-23 en una ocasión en 1982.

### Entrenador
| Periodo   | Club           |
| --------- | -------------- |
| 1997      | FC Tirsense    |
| 1998      | CD Aves        |
| 2001      | SC Freamunde   |
| 2001–2003 | AD Lousada     |
| 2003      | FC Penafiel    |
| 2003–2004 | FC Vizela      |
| 2004–2005 | Sabah FA       |
| 2006–2007 | Kazma SC       |
| 2007–2008 | Qadsia SC      |
| 2008–2010 | Riffa SC       |
| 2011      | FC Penafiel    |
| 2012      | Dhofar Club    |
| 2012–2014 | Al-Nasr Kuwait |
| 2014–2015 | Riffa SC       |
| 2016      | Gabón          |
| 2019–2021 | Al-Batin FC    |
| 2021      | Al-Jabalain FC |
| 2023      | Al-Qaisumah FC |

## Logros

### Jugador
- Primeira Liga (1): 1988/89

### Entrenador
- Copa del Rey de Baréin (1): 2010
- Yelo League (1): 2019/20